# Gábor Mózes
Gábor Mózes, 1913-ig Judkovits (Ungvár, 1888. május 5. – Budapest, 1980. március 20. (?)) magyar ügyvéd és pártmunkás.

## Élete
Egyetemi hallgató korában lépett be a Magyarországi Szociáldemokrata Pártba (1906). Az első világháború idején az orosz fronton harcolt, s hadifogságba esett, az oroszországi polgárháború idején Szaratov vidékén internacionalista csapatokat hozott létre. 1919 tavaszán tért vissza Magyarországra. A kommün idején nemzetközi (vörös)ezredeket szervezett meg, s irányította is azokat. 1919. május 1-től kezdve a VII. hadosztály politikai biztosa volt. A bukás után a számonkérés és a fehérterror elől Szovjet-Oroszországba ment, s pártmegbízatásokat teljesített. 1923-ban Kárpátaljára, Ungvárra telepedett, s nyitott egy ügyvédi irodát. A Csehszlovák Kommunista Párt tagjaként védte a kommunistákat különböző perekben. Az 1938-as 1939-es területváltozások miatt ismét költözött; Londonba ment. 1945 után visszatért Kárpátaljára, s nyugdíjba vonulásáig ügyvédként dolgozott.